# Massenheim (Hochheim am Main)
Massenheim ist ein Stadtteil von Hochheim am Main im südhessischen Main-Taunus-Kreis.

## Geographische Lage
Der Dorfkern von Massenheim liegt etwa vier Kilometer nordöstlich der Hochheimer Kernstadt jenseits der Talaue des Wickerbachs auf einer Hangkante. An der Landstraße von Massenheim nach Hochheim südwestlich des Wickerbachs und an der Nordspitze des Deponieparks Flörsheim-Wicker gelegen wurde in den 1970er Jahren die Gartenstadt als Siedlung gebaut, die hauptsächlich aus Reihenhäusern besteht. Aus dieser Richtung ist die unverbaute und denkmalgeschützte Gesamtanlage des historischen Ortskerns gut zu sehen.
Weinrechtlich sind die Rebflächen in Massenheim Teil des bestimmten Anbaugebietes Rheingau und gehören zur Großlage Daubhaus.
Durch seine Lage an einer Luftstraße des Frankfurter Flughafens für startende Maschinen ist Massenheim dem Fluglärm, insbesondere auch dem Nachtfluglärm, in erheblichem Maße ausgesetzt. Im Mai 2006 wurden täglich bis zu 208 Überflüge zwischen 6 und 22 Uhr gezählt und bis zu 22 nächtliche Überflüge.

## Geschichte

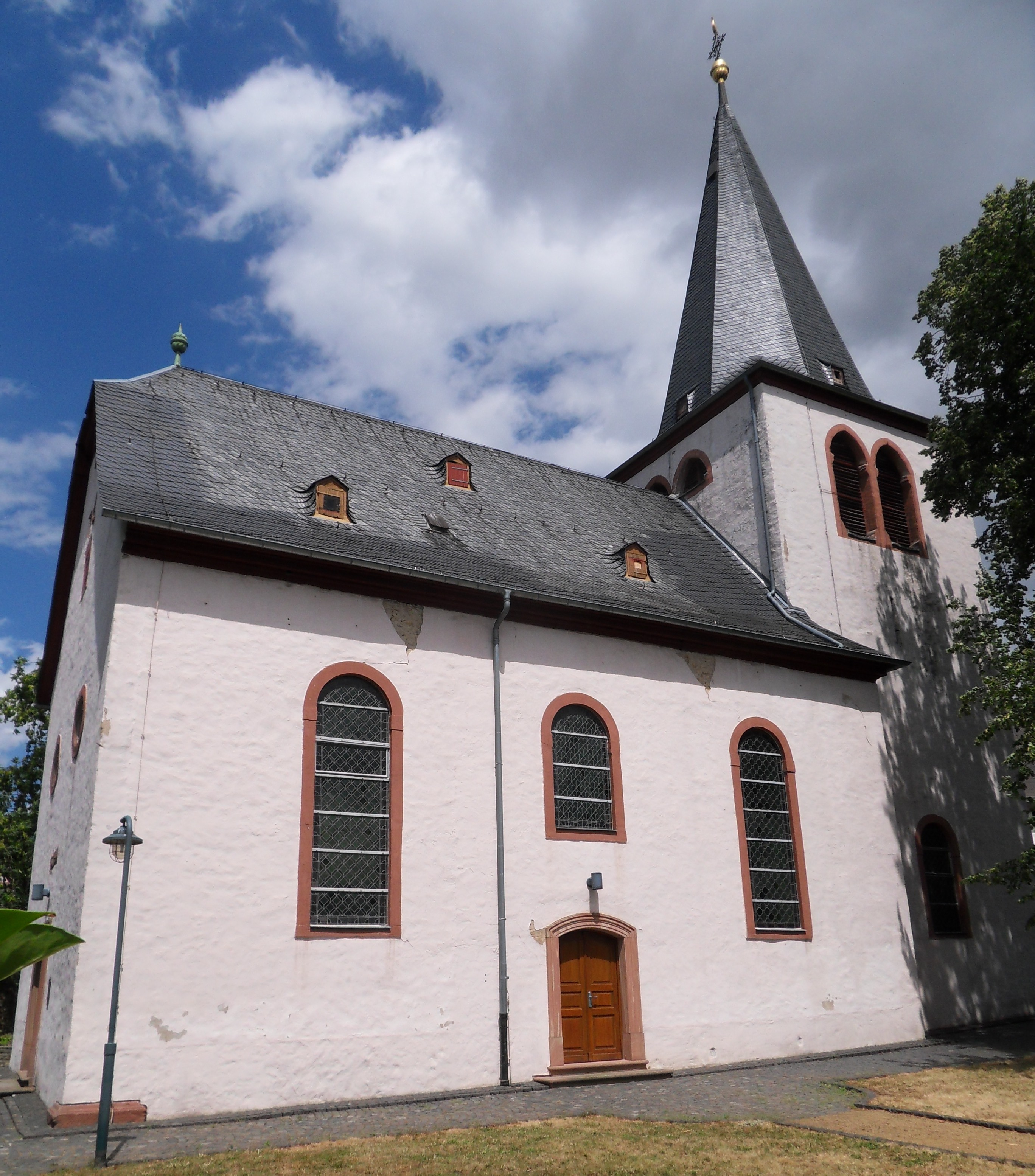
Evangelische Pfarrkirche

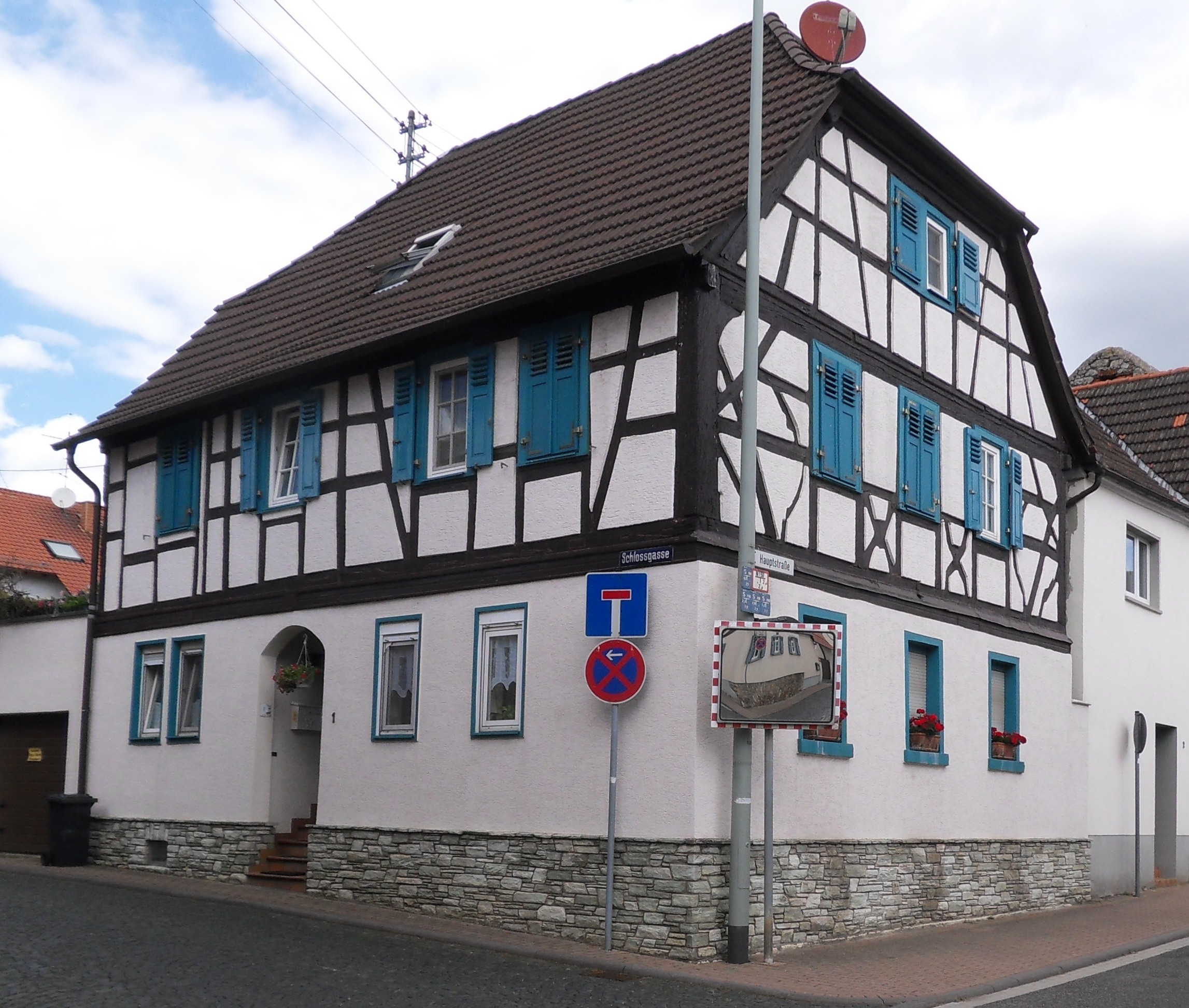
Altes Rathaus

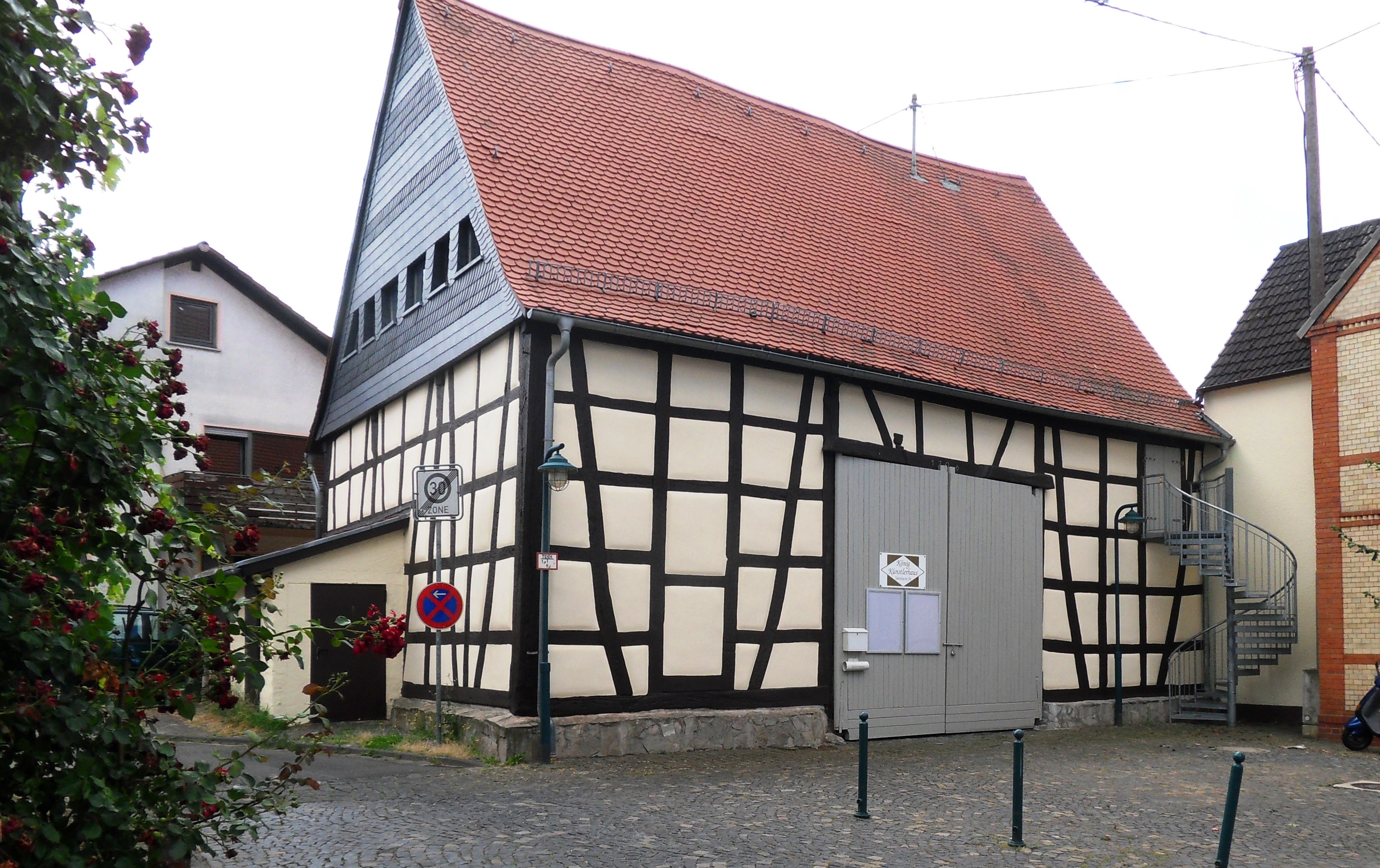
Ehemalige Zehntscheune

### Von den Anfängen bis zur Neuzeit
Die Siedlungsspuren in der Gegend des Dorfs reichen bis in die Jungsteinzeit zurück.
Zur Römerzeit gehörte das Gebiet zur Civitas Mattiacorum, ab etwa der Zeit Karls des Großen zum etwa deckungsgleichen Königssondergau, der nun den ursprünglichen alemannischen Rheingau in den Unter-Rheingau und den Oberrheingau teilte. Der Name der fränkischen Siedlung Massenheim leitet sich von dem Personennamen Masso ab. Im Jahr 819 wurde sie als Geschenk an die Abtei Fulda bekanntermaßen erstmals urkundlich erwähnt, eine Kirche erscheint erstmals 909 in den Dokumenten. Aus dem Jahr 1424 ist das Weistum zu Massenheim überliefert, ein Weistum des Massenheimer Zentgerichts. Je zwei Vertreter dieses Gerichts sowie der Gerichte in Nordenstadt, Igstadt, Medenbach, Breckenheim, Diedenbergen, Wallau und Delckenheim konstituierten damals das Thing an der Mallstätte in Mechtildshausen, welches Blutgerichtsbarkeit hatte.
Der Kirberger Pfarrer Christian Daniel Vogel schrieb 1836:

„Massenheim, Kirchdorf. Zur Zeit der Carolinger eine königliche Villa, welche Kaiser Ludwig 820 an die Abtei Fuld schenkt. Letztere vertauscht den Ort 909 an den Erzbischof Hatto von Mainz, kommt aber schon im nächsten Jahre durch Schenkung wieder in seinen Besitz. Die Vogtei darüber, welche Heinrich Vitztum in Mainz hatte, fiel in der Mitte des 13ten Jahrhunderts an Fuld heim, und kam jetzt schon vermuthlich an die von Eppenstein, die 1345 und 1451 noch von Fuld damit belehnt werden. Ohne des Lehnsherrn Vorwissen traten diese sie an Adolf von Nassau ab. Fuld wollte darum das Lehen einziehen, vergab es aber doch 1501 wieder an Hessen. − Ein Fuldaisches Lehen trugen auch hier die von Wertheim, was 1424 an die von Scharfenstein und 1447 an die von Buseck überging; ein anderes, was Craft von Sindersbach besessen, war 1435 an die von Reifenberg gekommen. − Die hiesige Pfarrkirche verdankt Fuld ihre Entstehung und bestand 909 schon.“

Bis ins 15. Jahrhundert gehörten dem Landgericht Mechtildshausen außer Massenheim auch Delkenheim, Diedenbergen, Eddersheim, Hochheim, Igstadt, Kostheim, Langenhain, Marxheim, Medenbach, Nordenstadt, Wallau, Weilbach, Wicker und Wildsachsen an. Bei einer Erbteilung im Jahr 1433 ging der größte Teil des Landgerichts an Gottfried von Eppstein (Eppstein-Münzenberg). Marxheim, Weilbach, Wicker und die Vogtei Eddersheim wurden jedoch abgetrennt; sie fielen an Eberhard von Eppstein (Eppstein-Königstein).
1492 kam es zu einem weitreichenden Ereignis, als Graf Gottfried IX. von Eppstein-Münzenberg einen beträchtlichen Teil der Herrschaft Eppstein an Wilhelm III. von Oberhessen (siehe hessischer Bruderkrieg) verkaufte. Dazu gehörte auch das aus Mechtildshausen mit Massenheim und neun weiteren Dörfern (Breckenheim, Delkenheim, Diedenbergen, Igstadt, Langenhain, Medenbach, Nordenstadt, Wallau, Wildsachsen) bestehende Ländchen. Während der nächsten 300 Jahre war das Ländchen ein kleiner hessischer Besitz zwischen Kurmainz und Nassau. In der Folge der Homberger Synode von 1526 unter Philipp I. wurde es dann zu einer evangelischen Enklave in einer ansonsten katholischen Region.
Unter Wilhelm III. gehörte das Ländchen noch zu dessen Teil-Landgrafschaft Oberhessen, die nach seinem baldigen Tod im Jahr 1500 jedoch wieder in die Landgrafschaft Hessen eingegliedert wurde. Bei der folgenreichen Erbteilung 1567 nach dem Tod Philipps I. ging das Ländchen zunächst an den zweiten der vier Söhne, der mit Hessen-Marburg etwa ein Viertel des ursprünglichen Territoriums erbte, dann 1604 an Landgraf Moritz von Hessen-Kassel, den Sohn seines ältesten Bruders. Schon im folgenden Jahr trat Moritz zum Calvinismus über. Als er den reformierten Glauben widerrechtlich auch in den von seinem Onkel geerbten Ländern einführte, kam es zum Marburger Erbschaftsstreit mit seinem Vetter Landgraf Ludwig von Hessen-Darmstadt, dem Sohn des jüngsten Bruders. Nach einem Spruch des Reichshofrats 1623 übernahm Ludwig das Gebiet als Pfand, und infolge von Moritz’ Abdankung im Jahr 1627 wurde die Zugehörigkeit zu Hessen-Darmstadt endgültig. Allerdings war das Ländchen 1643–1651 vorübergehend an Landgraf Johannes von Hessen-Braubach verpfändet.
Aus der Amtszeit des Darmstädter Superintendenten Peter Voltzius sind einige Details aus der Massenheimer Kirchengeschichte bekannt. Kirchenrechtlich gehörte die Pfarrei Massenheim damals zur Herrschaft Eppstein, die neben den anderen Ländchenpfarreien Delkenheim, Wallau, Diedenbergen, Nordenstadt, Igstadt, Medenbach und Breckenheim auch Lorsbach, Eppstein und Oberliederbach umfasste. (1535 war die vor der Reformation bestehende Pfarrei Langenhain in Lorsbach aufgegangen, sowie die von Niederliederbach in Oberliederbach. Außerdem teilte sich Diedenbergen seinen Pfarrer mit dem königsteinischen Marxheim bis 1591, als Königstein vor Hessen den gregorianischen Kalender einführte.) Kirchenrechtlich gehörte Massenheim daher von Anfang an zu Hessen-Darmstadt. Bis zur Reformation hatte es in Massenheim einen Marien-Frühaltar gegeben, an dem der damals noch bestehende Pfarrer von Langenhain im Gegenzug für die Nutznießung von 5½ Morgen Acker und 2½ Morgen Weingarten die Messe las.
Im Jahr 1568 war die Pfarrei Massenheim unbesetzt und wurde von Delkenheim aus versehen. 1569 gab es in der ganzen Herrschaft Eppstein nur zwei Schulen (in Wallau und Eppstein). 1619 gab es in Massenheim eine Schule, aber diese Schulen war wie viele andere im Ländchen mit dem Amt des Glöckners verbunden und normalerweise mit Unstudierten besetzt. Dies war ein Vermächtnis der Marburger und Kasseler Zeit und galt unter der Darmstädter Herrschaft als rückständig. Bei einer Visitation im Jahr 1637, etwa zwei Jahre nach den Verwüstungen des Dreißigjährigen Krieges, hatte Massenheim noch einen Glöckner. Die Einwohnerschaft bestand damals nur noch aus „18 Hausgesess beneben einer Wittib und an Jugend noch 3 Mägdgen“.

### Neuzeit
Mitte des 18. Jahrhunderts wurde das Waltherische Gut im Auftrag der Gandersheimer Kanonisse Prinzessin Maria Magdalena Benedicta von Anhalt-Köthen (auch einfach Maria Magdalena Benedikte) (1735 – 17. November 1783) mit einem schlossähnlichen Herrenhaus bebaut, dem heute sogenannten Schloss Massenheim, Kulturdenkmal in der Gesamtanlage Massenheim.
Ab 1806 gehörte Massenheim zum Herzogtum Nassau, von 1816 an als Teil des Amtes Hochheim. (Vorher bildete das Ländchen seit 1643 das Amt Wallau.) Das benachbarte größere Dorf Hochheim war damals noch rein katholisch, was sich jedoch infolge des Zuzugs der geschiedenen Ehefrau des Fürsten von Anhalt-Köthen sowie nassauischer Beamter bald änderte. 1838 erhielt der damalige Massenheimer Vikar die Auflage, alle 3 Wochen einen Gottesdienst für die inzwischen 100 Evangelischen in Hochheim zu halten, was jedoch zunächst am Fehlen geeigneter Räumlichkeiten scheiterte. Ab 1849, mit Fertigstellung der evangelischen Kapelle in Hochheim, trat die Massenheimer Gemeinde – zunächst freiwillig – ihren Geistlichen alle 14 Tage ab. Erst 1859 bekam die Hochheimer Gemeinde ihren eigenen Pfarrer. Auch Flörsheim am Main, Weilbach und Wicker gehörten damals zur evangelischen Gemeinde von Massenheim.
1843 wurde die Einwohnerzahl der Gemarkung mit 571 angegeben. Abgesehen von 16 Juden und 9 Katholiken waren alle evangelisch. Die Einwohner verteilten sich auf 157 Familien in 106 Häusern. Ein Staatshandbuch von 1847 weist für den Ort unter dem Schultheißen Jacob Koch und Vikar Wilhelm Dörr ferner eine Mühle und eine Ziegelhütte aus.
1866 wurde das Herzogtum Nassau von Preußen annektiert. Die preußische Statistik gibt den Massenheimer Weinertrag im Vorjahr mit 525 Ohm (735 Hektoliter) Weißwein auf 70 Morgen (18 Hektar) Land an. Durch die Gliederung der neuen preußischen Gebiete in Landkreise gehörte das Dorf nun zum Mainkreis, ab 1886 zum Landkreis Wiesbaden. Seit dessen Auflösung 1928 gehört Massenheim zum damals neu geschaffenen Main-Taunus-Kreis. 1933 hatte Massenheim 733 Einwohner, 1939 waren es 716.

### Hessische Gebietsreform
Im Zuge der Gebietsreform in Hessen wurde die bis dahin selbständige Gemeinde Massenheim am 1. Januar 1977 kraft Landesgesetz in die Stadt Hochheim eingegliedert. Für den Ortsteil Massenheim wurde ein Ortsbezirk mit Ortsbeirat und Ortsvorsteher nach der Hessischen Gemeindeordnung eingerichtet.

### Staats- und Verwaltungsgeschichte
Die folgende Liste zeigt die Staaten und Verwaltungseinheiten, denen Massenheim angehörte:
- Ende 12. Jahrhundert: Heiliges Römisches Reich, Herrschaft Eppstein, Amt Eppstein
- ab 1492: Heiliges Römisches Reich, Landgrafschaft Hessen, Amt Eppstein
- ab 1567: Heiliges Römisches Reich, Landgrafschaft Hessen-Marburg, Amt Eppstein[23]
- 1604–1648: Heiliges Römisches Reich, strittig zwischen Landgrafschaft Hessen-Darmstadt und Landgrafschaft Hessen-Kassel (Hessenkrieg)
- ab 1604: Heiliges Römisches Reich, Landgrafschaft Hessen-Darmstadt, Oberfürstentum Hessen, Amt Eppstein
- ab 1643: Heiliges Römisches Reich, Landgrafschaft Hessen-Darmstadt, Oberfürstentum Hessen, Amt Wallau
- ab 1803: Heiliges Römisches Reich, Fürstentum Nassau-Usingen, Amt Wallau
- ab 1806: Herzogtum Nassau, Amt Wallau
- ab 1817: Herzogtum Nassau, Amt Hochheim
- ab 1849: Herzogtum Nassau, Kreisamt Höchst (Justizamt Hochheim bis 1854)
- ab 1854: Herzogtum Nassau, Amt Hochheim
- ab 1867: Königreich Preußen, Provinz Hessen-Nassau, Regierungsbezirk Wiesbaden, Mainkreis (Trennung zwischen Justiz (Amtsgericht Hochheim) und Verwaltung)
- ab 1871: Deutsches Reich, Königreich Preußen, Provinz Hessen-Nassau, Regierungsbezirk Wiesbaden, Mainkreis
- ab 1886: Deutsches Reich, Königreich Preußen, Provinz Hessen-Nassau, Regierungsbezirk Wiesbaden, Kreis Wiesbaden
- ab 1918: Deutsches Reich, Freistaat Preußen, Provinz Hessen-Nassau, Regierungsbezirk Wiesbaden, Kreis Wiesbaden
- ab 1928: Deutsches Reich, Freistaat Preußen, Provinz Hessen-Nassau, Regierungsbezirk Wiesbaden, Main-Taunus-Kreis
- ab 1944: Deutsches Reich, Freistaat Preußen, Provinz Nassau, Main-Taunus-Kreis
- ab 1945: Amerikanische Besatzungszone, Groß-Hessen, Regierungsbezirk Wiesbaden, Main-Taunus-Kreis
- ab 1946: Amerikanische Besatzungszone, Hessen, Regierungsbezirk Wiesbaden, Main-Taunus-Kreis
- ab 1949: Bundesrepublik Deutschland, Hessen, Regierungsbezirk Wiesbaden, Main-Taunus-Kreis
- ab 1968: Bundesrepublik Deutschland, Hessen, Regierungsbezirk Darmstadt, Main-Taunus-Kreis

## Bevölkerung

### Einwohnerstruktur 2011
Nach den Erhebungen des Zensus 2011 lebten am Stichtag dem 9. Mai 2011 in Massenheim 1692 Einwohner. Darunter waren 69 (4,1 %) Ausländer. Nach dem Lebensalter waren 288 Einwohner unter 18 Jahren, 720 zwischen 18 und 49, 327 zwischen 50 und 64 und 357 Einwohner waren älter. Die Einwohner lebten in 708 Haushalten. Davon waren 168 Singlehaushalte, 246 Paare ohne Kinder und 228 Paare mit Kindern, sowie 57 Alleinerziehende und 12 Wohngemeinschaften. In 138 Haushalten lebten ausschließlich Senioren/-innen und in 468 Haushaltungen lebten keine Senioren/-innen.

### Einwohnerentwicklung
| Quelle: Historisches Ortslexikon |                                           |
| • 1457:                          | 30 Häuser                                 |
| • 1492:                          | 33 Häuser                                 |
| • 1592:                          | 43 Häuser                                 |
| • 1610:                          | 53 Haushalte                              |
| • 1630:                          | 31 Männer, 2 Witwen und 8 Vormundschaften |
| • 1637:                          | 18 Haushalte                              |
| • 1656:                          | 21 Haushalte                              |
| • 1667:                          | 32 Haushalte                              |
| • 1775:                          | 80 Familien mit 381 Einwohner             |

| Massenheim: Einwohnerzahlen von 1817 bis 2011 | Massenheim: Einwohnerzahlen von 1817 bis 2011 | Massenheim: Einwohnerzahlen von 1817 bis 2011 | Massenheim: Einwohnerzahlen von 1817 bis 2011 | Massenheim: Einwohnerzahlen von 1817 bis 2011 |
| --- | --------------------------------------------- | --------------------------------------------- | --------------------------------------------- | --------------------------------------------- |
| Jahr |                                               |                                               |                                               | Einwohner                                     |
| 1817 | 1817                                          |                                               | 542                                           | 542                                           |
| 1834 | 1834                                          |                                               | 550                                           | 550                                           |
| 1840 | 1840                                          |                                               | 569                                           | 569                                           |
| 1846 | 1846                                          |                                               | 578                                           | 578                                           |
| 1852 | 1852                                          |                                               | 605                                           | 605                                           |
| 1858 | 1858                                          |                                               | 569                                           | 569                                           |
| 1864 | 1864                                          |                                               | 587                                           | 587                                           |
| 1871 | 1871                                          |                                               | 579                                           | 579                                           |
| 1875 | 1875                                          |                                               | 613                                           | 613                                           |
| 1885 | 1885                                          |                                               | 690                                           | 690                                           |
| 1895 | 1895                                          |                                               | 676                                           | 676                                           |
| 1905 | 1905                                          |                                               | 656                                           | 656                                           |
| 1910 | 1910                                          |                                               | 688                                           | 688                                           |
| 1925 | 1925                                          |                                               | 706                                           | 706                                           |
| 1939 | 1939                                          |                                               | 717                                           | 717                                           |
| 1946 | 1946                                          |                                               | 902                                           | 902                                           |
| 1950 | 1950                                          |                                               | 945                                           | 945                                           |
| 1956 | 1956                                          |                                               | 940                                           | 940                                           |
| 1961 | 1961                                          |                                               | 918                                           | 918                                           |
| 1967 | 1967                                          |                                               | 1.115                                         | 1.115                                         |
| 1970 | 1970                                          |                                               | 1.118                                         | 1.118                                         |
| 1980 | 1980                                          |                                               | ?                                             | ?                                             |
| 1987 | 1987                                          |                                               | 1.569                                         | 1.569                                         |
| 2000 | 2000                                          |                                               | ?                                             | ?                                             |
| 2011 | 2011                                          |                                               | 1.692                                         | 1.692                                         |
| Datenquelle: Historisches Gemeindeverzeichnis für Hessen: Die Bevölkerung der Gemeinden 1834 bis 1967. Wiesbaden: Hessisches Statistisches Landesamt, 1968. Weitere Quellen: LAGIS; Zensus 2011 |                                               |                                               |                                               |                                               |

### Historische Religionszugehörigkeit
| Quelle: Historisches Ortslexikon |                                                                                              |
| • 1885:                          | 640 evangelische (= 92,75 %), 28 katholische (= 4,06 %) und 22 jüdische (= 3,19 %) Einwohner |
| • 1961:                          | 7420 evangelische (= 78,43 %), 193 römisch-katholische (= 21,02 %) Einwohner                 |

## Kultur und Sehenswürdigkeiten
Die das Ortsbild dominierende Kirche steht unter Denkmalschutz und geht auf eine romanische Wehrkirche zurück. Der Turm stammt aus dem 15. oder 16. Jahrhundert, der Saalbau aus dem Jahr 1762, als das Dorf bereits evangelisch war.
Von den Dörfern des Main-Taunus-Kreises weist Massenheim den größten und besterhaltenen geschlossenen historischen Ortskern auf. Es gibt viele Hofreiten aus dem 16. bis 18. Jahrhundert sowie ein Altes Rathaus aus dem 18. Jahrhundert und die ehemalige Zehntscheune von 1706. Insgesamt stehen neben der Pfarrkirche 40 Objekte im Ortskern unter Denkmalschutz. Zu den beiden ältesten Häusern zählt zum einen in der Alten Dorfgasse 16 ein zweigeschossiges bäuerliches Kleinhaus von 1564 mit markantem Fachwerkbild. Das Haus steht wegen seiner hausgeschichtlichen bzw. wissenschaftlichen Bedeutung unter Denkmalschutz. Aus dem Jahr 1573 stammt ferner die Hofreite Hauptstraße 30, ein stattliches Fachwerkhaus in ortsbildbestimmender Lage an der wichtigen Straßenkreuzung, wo Hauptstraße, Wickerer Straße, Diedenberger Weg und Wallauer Straße in alle vier Himmelsrichtungen gehen. Die Lage weit außerhalb des mittelalterlichen Dorfkerns an der wichtigen, von Rüsselsheim über den Main nach Niedernhausen ziehenden Landstraße lässt vermuten, dass es sich hier um eine alte Poststelle handelte. Das in Stockwerkbauweise mit typischer spätgotischer Fachwerkfiguration errichtete Haus wurde mehrfach verändert. Die letzte Renovierung fand 1984 statt.

## Persönlichkeiten
- Heinrich Giebermann (1798–1858), Landwirt und Schultheiß sowie Mitglied der Zweiten Kammer der Landstände des Herzogtums Nassau
- Heinrich Georg Schneider (1833–1897), Bürgermeister und Mitglied des Preußischen Abgeordnetenhauses
- Georg Leschik (* 1916 in Bergstadt), ordentlicher Professor für Didaktik der Biologie in Frankfurt am Main, lebte in Massenheim[29]